# Война в Восточном Тиморе
 Война в Восточном Тиморе (1975—1999) — вооружённый конфликт на территории острова Тимор между тремя соперническими группировками. Война началась в 1975 году вскоре после провозглашения независимости от Португалии и продолжалась до 1999 года.
В ночь на 11 августа 1975 года члены Тиморского демократического союза — УДТ, выступавшие за сохранение территории в составе Португалии в качестве заморской провинции, при поддержке местной полиции совершили переворот, при котором были арестованы и казнены некоторые из лидеров и активистов Революционного фронта за независимость Восточного Тимора — ФРЕТИЛИН. Позже ФРЕТИЛИН, опираясь на тиморцев-солдат колониальных войск, установил контроль над территорией, а 28 ноября 1975 года в одностороннем порядке провозгласил независимую Демократическую республику Восточный Тимор (ДРВТ). 30 ноября лидеры Тиморской народной демократической ассоциации — АПОДЕТИ, добивавшиеся присоединения территории к Индонезии, УДТ и ещё двух мелких партий, находившиеся на оккупированной Индонезией части Восточного Тимора, выпустили совместную декларацию о присоединении к Индонезии. Утром 7 декабря 1975 началось вооружённое вторжение индонезийских войск, в котором в разное время участвовало от 20 до 40 тысяч солдат. В результате боевых действий, голода и эпидемий погибло около одной трети населения бывшей колонии (более 200 тысяч человек), а 17 июля 1976 года Восточный Тимор был включен в состав Индонезии в качестве 27-й провинции.
С того времени в восточной половине острова не утихала кровопролитная гражданская война между большинством населения, добивавшимся независимости, и сторонниками Джакарты, которых поддерживало правительство Индонезии. Проводились меры по индонезианизации территории, но сопротивление, в том числе вооружённое, не прекращалось. Происходили демонстрации тиморских студентов и молодежи против новых властей. После падения режима Сухарто в результате массовых выступлений, а также под давлением мирового общественного мнения новый президент Индонезии Хабиби был вынужден объявить о проведении референдума по вопросу самоопределения Восточного Тимора. 30 августа 1999 года 78,5 % населения провинции высказались за независимость, что привело к новой вспышке насилия в Восточном Тиморе. Проиндонезийская милиция Aitarak Эурику Гутерриша развязала террор при поддержке индонезийских войск и администрации губернатора Абилиу Жозе Озориу Суареша. В результате появились десятки тысяч беженцев. 12 сентября 1999 г. в Восточный Тимор были введены силы ООН, под защитой которых началось практическое осуществление мер по становлению независимого государства. В ночь на 20 мая 2002 года бывшая португальская колония официально была объявлена независимым государством.